# The Red and the Black
The Red and the Black är Jerry Harrisons första soloalbum. Det släpptes 1981 och är inspelad 3-17 juni samma år i Blank Tape Studios i New York.

## Låtlista
Samtliga låtar skrivna av Jerry Harrison, om annat inte anges.
1. "Things Fall Apart" - 5:01
2. "Slink" - 4:19
3. "The New Adventure" - 5:08
4. "Magic Hymie" (Jerry Harrison/Nona Hendryx/Bernie Worrell) - 4:49
5. "Fast Karma/No Questions" - 4:00
6. "Worlds in Collision" - 5:04
7. "The Red Nights" - 4:06
8. "No More Reruns" - 4:28
9. "No Warning, No Alarm" - 3:36

## Medverkande
- Jerry Harrison - Sång, gitarr, bas, synthesizer, orgel, piano
- Yogi Horton, John Cooksey, Steve Scales - Trummor
- George Murray, Tinker Barfield - Bas
- Bernie Worell - Orgel, synthesizer
- Adrian Belew - Gitarr
- Nona Hendryx, Dolette McDonald, Koko Mae Evans - Bakgrundssång